# 牧野駅

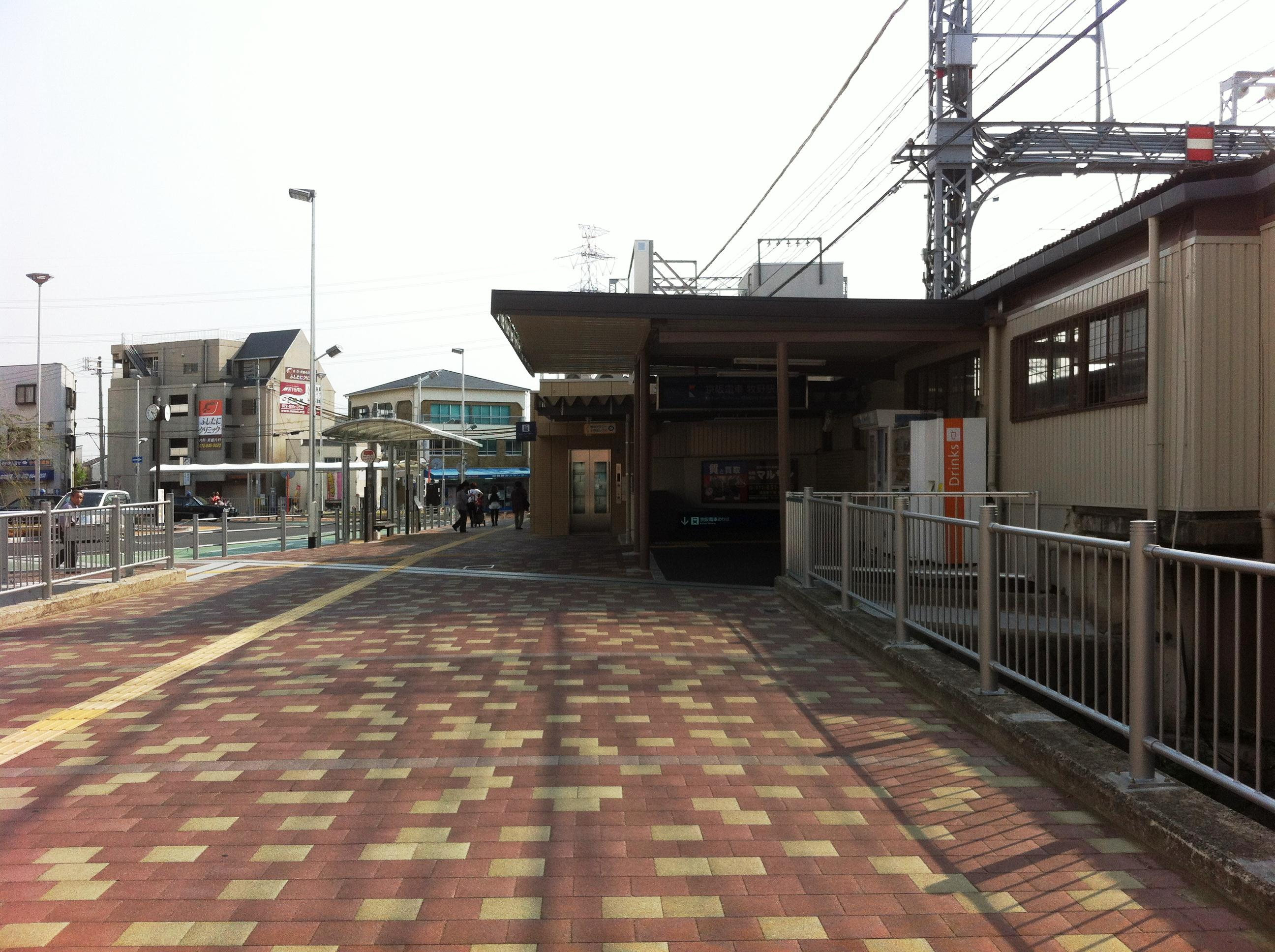
東側出入口（2012年5月）

牧野駅（まきのえき）は、大阪府枚方市牧野阪二丁目にある、京阪電気鉄道京阪本線の駅。駅番号はKH23。

## 概要
枚方市北東部の急行通過駅の1つ。
牧野地区からの地元住民のほか、駅周辺に複数の大学が立地している文教地区であることから大学生の利用も多くみられる。
北隣の樟葉駅が特急停車駅であり枚方市駅からも近いが、京阪本線の複線区間の急行通過駅では境界駅である萱島駅を除き最も乗降客数の多い駅となっている。

## 歴史
1910年（明治43年）京阪本線の開通と同時に開業し、駅から京都側約100 mは併用軌道で併用軌道は1931年（昭和6年）7月に分離され専用軌道となった。
1969年（昭和44年）2月、牧野駅の大阪側（約700 m）の高架化が着工され同年11月に完成している、これは3ヵ所の踏切の除去だけでなくショートカットによる曲線の緩和（400 R→1000 R）、旧線跡に電車用変電所の建設などもおこなわれた。

### 年表
- 1910年（明治43年）4月15日：京阪本線開通と同時に開業。
- 1911年（大正元年）2月7日：駅が移設される[4]。
- 1917年（大正6年）9月29日 - 10月10日：「大正大洪水」で駅付近浸水、同月14日復旧[5]。
- 1929年（昭和4年）10月13日：改築[4]。
- 1931年（昭和6年）7月21日：京都側の併用軌道が専用軌道に変更される[2]
- 1934年（昭和9年）9月21日：室戸台風が来襲、停電で不通。同月27日運転再開[6]。
- 1935年（昭和10年）8月11日：宇治川氾濫などで、中書島駅 - 枚方東口駅(現・枚方市駅)間が不通。8月13日運転再開[6]。
- 1939年（昭和14年）3月1日：大阪陸軍兵器支廠禁野倉庫の爆発事故により香里園駅 - 樟葉駅間が不通、3月6日駅の使用が再開[7]。
- 1943年（昭和18年）10月1日：会社合併により京阪神急行電鉄（阪急電鉄）の駅となる。
- 1949年（昭和24年）12月1日：会社分離により京阪電気鉄道の駅となる。
- 1953年（昭和28年）9月25日：台風13号が関西を襲い、淀駅 - 八幡町駅間の築堤流失して送電線が崩壊して停電、不通に。10月1日仮復旧運行再開[8]。
- 1961年（昭和36年）9月16日：第2室戸台風により16時30分より列車運行停止、翌17日午後3時より運転再開[9]。
- 1965年（昭和40年）
  - 8月2日：駅改造に伴い構内踏切を廃止[4]。
  - 9月1日：駅改造工事竣工[4]。
- 1969年（昭和44年）
  - 8月10日：列車接近自動放送装置を新設、使用開始[10]。
  - 11月26日：駅・西南側の線路を移設して高架化。旧線の跡地は京阪の変電所や住宅地になっている[3]。
- 1970年（昭和45年）
  - 6月14日：地下駅舎・地下道が竣工[4]。
  - 10月21日：旧線の跡地に京阪電気鉄道牧野変電所が完成[11]。
- 1975年（昭和50年）11月1日：下りホームに立ち食いうどん店「比叡」が開店[12]。
- 1980年（昭和55年）2月20日 - 21日：2月20日夜に磯島曲線（枚方市駅-御殿山駅間）で発生した京阪電車置石脱線事故の為、事故発生直後から21日の午前中にかけてすべての列車が運休。
- 1989年（平成元年）3月20日：駐輪センター（F・G・H棟）営業開始[13]。
- 1994年（平成6年）
  - 8月2日：冷房付き待合室設置[14]。
  - 9月1日：バリアフリー対策としてエレベーター3基設置される[15]。
- 2002年（平成14年）3月22日：ホームに異常通報ボタン・14ヵ所（7ヵ所ずつ）設置。
- 2010年（平成22年）9月4日：この日より公開された角川映画『オカンの嫁入り』で映画後半の電車や駅のシーンの撮影に使用された[16][17]。
- 2012年（平成24年）
  - 4月1日：「駅前広場整備工事」が完成、新設されたロータリー使用開始。併せて駅前広場と地下改札口を結ぶエレベーターが設置される[18][19]。
  - 11月30日：この日限りで下りホームの立ち食いうどん店「あじまる亭」が閉店[20]。
- 2017年（平成29年）11月1日：駅前広場に宅配便受け取りロッカーを設置、使用開始[21]。
- 2020年（令和2年）3月30日：大阪行きホームの改良工事が完成[22]。

## 駅構造

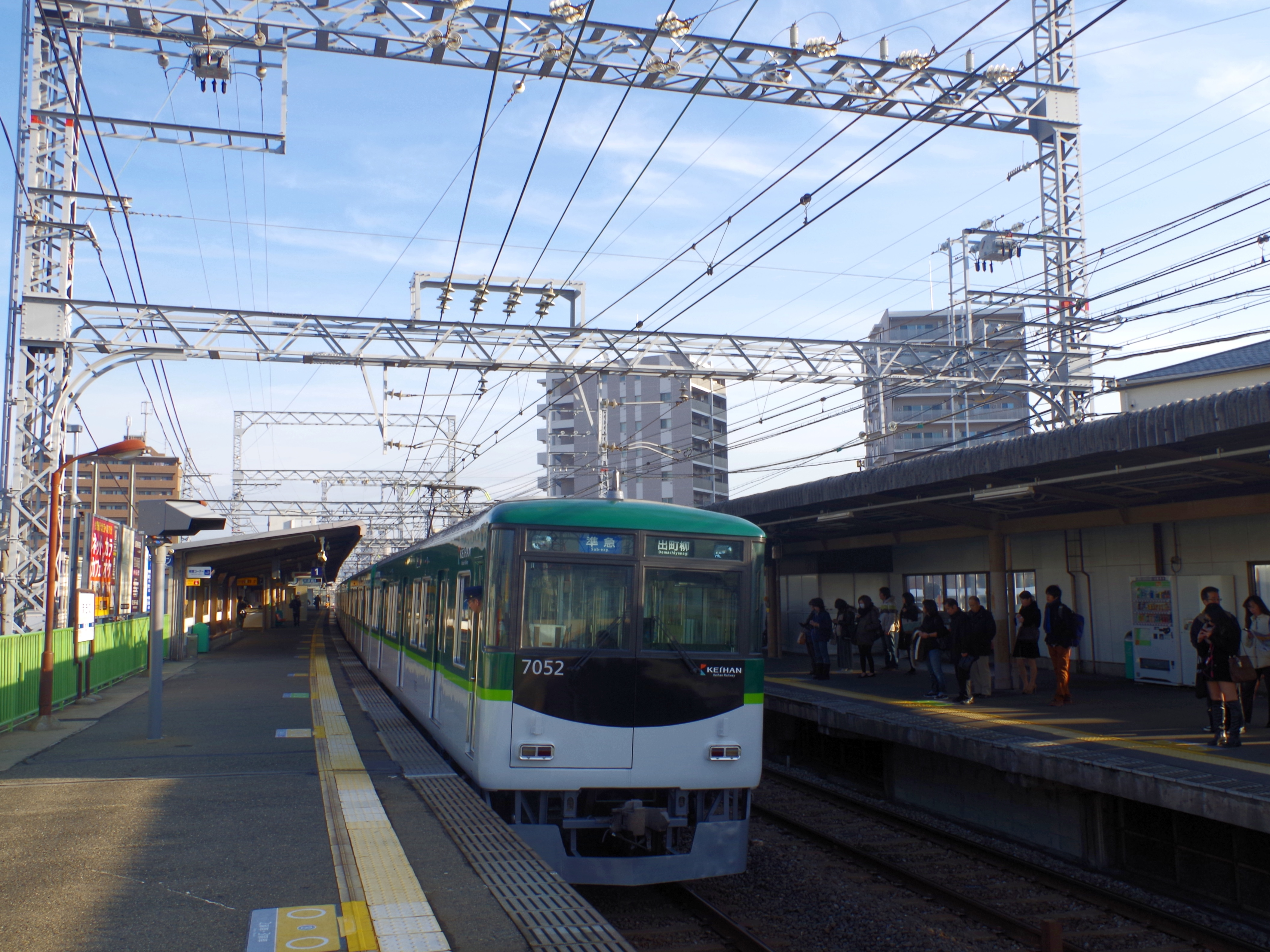
ホーム（2012年12月）

相対式2面2線のホームを持つ地上駅。正確にはホームの京都寄りは穂谷川を跨ぐ鉄橋と堤防上、中央部は地上、大阪寄りの端は高架橋の上に位置している。
両ホームとも有効長は8両。
改札及びコンコースは地下にあり、自動券売機3台（その内1台はICカード対応）、自動改札機7台（その内4台はICカード対応）、乗り越し精算機（その内1台はICカード対応）が設置されている。
2012年現在、駅西側に加え駅東側出入口にもエレベーターが設置され、計4基（両ホーム - 改札口・コンコース - 地上）のエレベーターが設置されている。

### のりば
| 番線 | 路線      | 方向 | 行先                 |
| ---- | --------- | ---- | -------------------- |
| 1    | ■京阪本線 | 上り | 三条・出町柳方面     |
| 2    | ■京阪本線 | 下り | 淀屋橋・中之島線方面 |

## 利用状況
2022年（令和4年）度のある特定日における1日乗降人員は19,749人（乗車人員：10,002人、降車人員：9,747人）である。
各年度の特定日における1日利用状況は下表の通りである。
| 年度               | 乗車人員 | 降車人員 | 乗降人員 | 出典          | 出典          |
| 年度               | 乗車人員 | 降車人員 | 乗降人員 | 大阪府        | 枚方市        |
| ------------------ | -------- | -------- | -------- | ------------- | ------------- |
| 1966年（昭和41年） | 8,780    | -        | -        | [ 大阪府 1 ]  | -             |
| 1967年（昭和42年） | 9,262    | -        | -        | [ 大阪府 2 ]  | -             |
| 1968年（昭和43年） | 9,654    | -        | -        | [ 大阪府 3 ]  | -             |
| 1969年（昭和44年） | 11,180   | -        | -        | [ 大阪府 4 ]  | -             |
| 1970年（昭和45年） | 12,003   | -        | -        | [ 大阪府 5 ]  | -             |
| 1971年（昭和46年） | 11,993   | -        | -        | [ 大阪府 6 ]  | -             |
| 1972年（昭和47年） | 13,037   | -        | -        | [ 大阪府 7 ]  | -             |
| 1973年（昭和48年） | 13,400   | -        | -        | [ 大阪府 8 ]  | -             |
| 1974年（昭和49年） | 14,049   | -        | -        | [ 大阪府 9 ]  | -             |
| 1975年（昭和50年） | 14,164   | -        | -        | [ 大阪府 10 ] | -             |
| 1976年（昭和51年） | 14,806   | -        | -        | [ 大阪府 11 ] | -             |
| 1977年（昭和52年） | 16,139   | -        | -        | [ 大阪府 12 ] | -             |
| 1978年（昭和53年） | 16,004   | -        | -        | [ 大阪府 13 ] | -             |
| 1979年（昭和54年） | 16,300   | -        | -        | [ 大阪府 14 ] | -             |
| 1980年（昭和55年） | 16,718   | -        | -        | [ 大阪府 15 ] | -             |
| 1981年（昭和56年） | 15,923   | -        | -        | [ 大阪府 16 ] | -             |
| 1982年（昭和57年） | 16,433   | 15,635   | 32,068   | [ 大阪府 17 ] | -             |
| 1983年（昭和58年） | 16,594   | 16,257   | 32,851   | [ 大阪府 18 ] | -             |
| 1984年（昭和59年） | 16,491   | 16,584   | 33,075   | [ 大阪府 19 ] | -             |
| 1985年（昭和60年） | 16,344   | 16,925   | 33,269   | [ 大阪府 20 ] | -             |
| 1986年（昭和61年） | 15,332   | 14,866   | 30,198   | [ 大阪府 21 ] | -             |
| 1987年（昭和62年） | 17,693   | 17,188   | 34,881   | [ 大阪府 22 ] | -             |
| 1988年（昭和63年） | 18,205   | 17,266   | 35,471   | [ 大阪府 23 ] | -             |
| 1989年（平成元年） | 17,721   | 16,975   | 34,696   | [ 大阪府 24 ] | -             |
| 1990年（平成02年） | 16,710   | 15,996   | 32,706   | [ 大阪府 25 ] | -             |
| 1991年（平成03年） | -        | -        | -        | [ 大阪府 26 ] | -             |
| 1992年（平成04年） | 18,945   | 17,918   | 36,863   | [ 大阪府 27 ] | -             |
| 1993年（平成05年） | -        | -        | -        | [ 大阪府 28 ] | -             |
| 1994年（平成06年） | -        | -        | -        | [ 大阪府 29 ] | -             |
| 1995年（平成07年） | 17,763   | 16,482   | 34,245   | [ 大阪府 30 ] | -             |
| 1996年（平成08年） | -        | -        | -        | [ 大阪府 31 ] | -             |
| 1997年（平成09年） | -        | -        | -        | [ 大阪府 32 ] | -             |
| 1998年（平成10年） | 17,460   | 16,181   | 33,641   | [ 大阪府 33 ] | -             |
| 1999年（平成11年） | -        | -        | -        | [ 大阪府 34 ] | -             |
| 2000年（平成12年） | 17,424   | 16,571   | 33,995   | [ 大阪府 35 ] | -             |
| 2001年（平成13年） | -        | -        | -        | [ 大阪府 36 ] | -             |
| 2002年（平成14年） | 13,681   | 13,150   | 26,831   | [ 大阪府 37 ] | [ 枚方市 1 ]  |
| 2003年（平成15年） | 13,428   | 13,039   | 26,467   | [ 大阪府 38 ] | [ 枚方市 1 ]  |
| 2004年（平成16年） | 13,181   | 12,776   | 25,957   | [ 大阪府 39 ] | [ 枚方市 1 ]  |
| 2005年（平成17年） | 13,212   | 12,879   | 26,091   | [ 大阪府 40 ] | [ 枚方市 1 ]  |
| 2006年（平成18年） | 12,846   | 12,360   | 25,206   | [ 大阪府 41 ] | [ 枚方市 1 ]  |
| 2007年（平成19年） | 12,689   | 12,210   | 24,899   | [ 大阪府 42 ] | [ 枚方市 2 ]  |
| 2008年（平成20年） | 12,749   | 12,399   | 25,148   | [ 大阪府 43 ] | [ 枚方市 3 ]  |
| 2009年（平成21年） | 11,837   | 11,291   | 23,128   | [ 大阪府 44 ] | [ 枚方市 4 ]  |
| 2010年（平成22年） | 11,736   | 11,363   | 23,099   | [ 大阪府 45 ] | [ 枚方市 5 ]  |
| 2011年（平成23年） | 11,614   | 11,364   | 22,978   | [ 大阪府 46 ] | [ 枚方市 6 ]  |
| 2012年（平成24年） | 11,540   | 11,297   | 22,837   | [ 大阪府 47 ] | [ 枚方市 7 ]  |
| 2013年（平成25年） | 11,590   | 11,328   | 22,918   | [ 大阪府 48 ] | [ 枚方市 8 ]  |
| 2014年（平成26年） | 11,854   | 11,557   | 23,411   | [ 大阪府 49 ] | [ 枚方市 9 ]  |
| 2015年（平成27年） | 11,699   | 11,470   | 23,169   | [ 大阪府 50 ] | [ 枚方市 10 ] |
| 2016年（平成28年） | 11,433   | 11,102   | 22,535   | [ 大阪府 51 ] | [ 枚方市 11 ] |
| 2017年（平成29年） | 11,831   | 11,473   | 23,304   | [ 大阪府 52 ] | [ 枚方市 12 ] |
| 2018年（平成30年） | 11,746   | 11,506   | 23,252   | [ 大阪府 53 ] | [ 枚方市 13 ] |
| 2019年（令和元年） | 11,600   | 11,727   | 23,327   | [ 大阪府 54 ] | [ 枚方市 14 ] |
| 2020年（令和02年） | 10,095   | 9,894    | 19,989   | [ 大阪府 55 ] | [ 枚方市 15 ] |
| 2021年（令和03年） | 9,563    | 9,279    | 18,842   | [ 大阪府 56 ] | [ 枚方市 16 ] |
| 2022年（令和04年） | 10,002   | 9,747    | 19,749   | [ 大阪府 57 ] | [ 枚方市 17 ] |

## 駅周辺
枚方市が2006年に駅前広場および市街地再開発事業の都市計画を決定し、2009年から本格的な工事に着手した。2012年3月に完成し、東口にバス乗り場を備えたロータリーが設置された。
- 牧野公園
- 牧野幼稚園
- 近畿郵政レクリエーションセンター
- 大阪歯科大学牧野学舎
- 関西医科大学牧野キャンパス
- 関西電力牧野変電所
- 京阪電鉄牧野変電所
- 牧野松園ボウル
- 牧野パークゴルフ場
- 牧野スポーツクラブ
- 枚方北郵便局
- 枚方牧野駅前郵便局
- 牧野生涯学習市民センター（旧名：牧野公民館）
- 枚方市立牧野図書館
- 枚方市立中央図書館
- 片埜神社
- ライフ牧野店
- トップワールド牧野店
- 阪今池公園
- 渚水みらいセンター（下水処理場）[注 2]
- 日本メノナイト・ブレザレン教団枚方キリスト教会
- 京都府道・大阪府道13号京都守口線
- 大阪府道17号枚方高槻線
- 大阪府道804号北河内自転車道線
- 穂谷川

## バス路線
前述の再開発で整備された駅東口ロータリーに京阪バスの路線が乗り入れる。停留所名は「京阪牧野駅前」。
枚方営業所の管轄。かつては男山営業所の小型車両も乗り入れていたが2022年12月17日の改正で廃止された。
| のりば | 路線名 | 系統・行先                       | 備考                   |
| ------ | ------ | -------------------------------- | ---------------------- |
| 1      | 招提線 | 38号経路：枚方市駅北口           | 日中のみ               |
| 2      | 招提線 | 38号経路：摂南大学枚方キャンパス | 日中のみ               |
| 2      | 招提線 | 85号経路：摂南大学枚方キャンパス | 当停留所始発。朝夕のみ |

### 京阪バス利用状況
2022年次の1日平均乗降人員は397人（乗車人員：137人、降車人員：260人）。近年の1日平均利用状況は下表の通り。
| 年次               | 乗車人員 | 降車人員 | 乗降人員 | 出典          |
| ------------------ | -------- | -------- | -------- | ------------- |
| 2002年（平成14年） | 216      | 341      | 557      | [ 枚方市 18 ] |
| 2003年（平成15年） | 226      | 356      | 582      | [ 枚方市 18 ] |
| 2004年（平成16年） | 213      | 336      | 549      | [ 枚方市 18 ] |
| 2005年（平成17年） | 216      | 341      | 557      | [ 枚方市 18 ] |
| 2006年（平成18年） | 123      | 233      | 356      | [ 枚方市 18 ] |
| 2007年（平成19年） | 136      | 257      | 393      | [ 枚方市 19 ] |
| 2008年（平成20年） | 156      | 297      | 453      | [ 枚方市 20 ] |
| 2009年（平成21年） | 148      | 281      | 429      | [ 枚方市 21 ] |
| 2010年（平成22年） | 157      | 298      | 455      | [ 枚方市 22 ] |
| 2011年（平成23年） | 150      | 285      | 435      | [ 枚方市 23 ] |
| 2012年（平成24年） | 151      | 286      | 437      | [ 枚方市 24 ] |
| 2013年（平成25年） | 150      | 285      | 435      | [ 枚方市 25 ] |
| 2014年（平成26年） | 148      | 281      | 429      | [ 枚方市 26 ] |
| 2015年（平成27年） | 150      | 284      | 434      | [ 枚方市 27 ] |
| 2016年（平成28年） | 159      | 302      | 461      | [ 枚方市 28 ] |
| 2017年（平成29年） | 157      | 298      | 455      | [ 枚方市 29 ] |
| 2018年（平成30年） | 160      | 304      | 464      | [ 枚方市 30 ] |
| 2019年（令和元年） | 155      | 293      | 448      | [ 枚方市 31 ] |
| 2020年（令和02年） | 121      | 229      | 350      | [ 枚方市 32 ] |
| 2021年（令和03年） | 126      | 240      | 366      | [ 枚方市 33 ] |
| 2022年（令和04年） | 137      | 260      | 397      | [ 枚方市 34 ] |

## 隣の駅
京阪電気鉄道
京阪本線
■快速特急「洛楽」・□ライナー・■特急・■通勤快急・■快速急行・■急行
通過
■通勤準急（平日朝下りのみ運転）・■準急・■区間急行・■普通
御殿山駅 (KH22) - 牧野駅 (KH23) - 樟葉駅 (KH24)
- 括弧内は駅番号を示す。

### 記事本文